# Herlingsburg

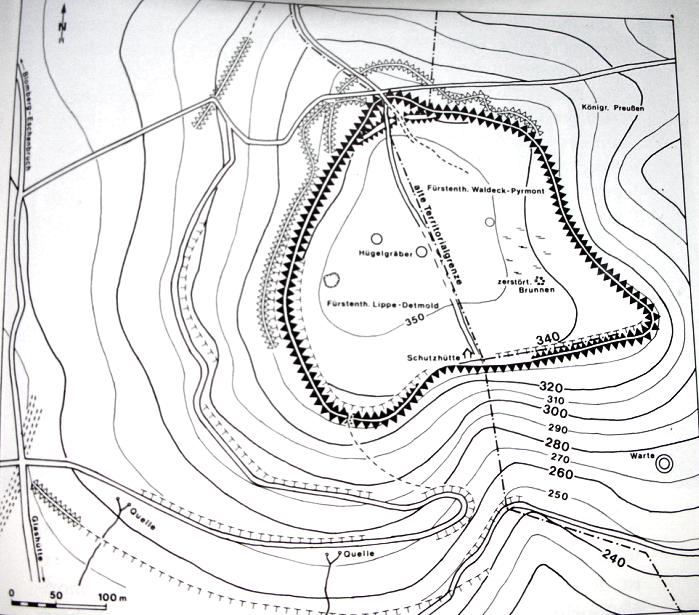
Grundriss der Herlingsburg

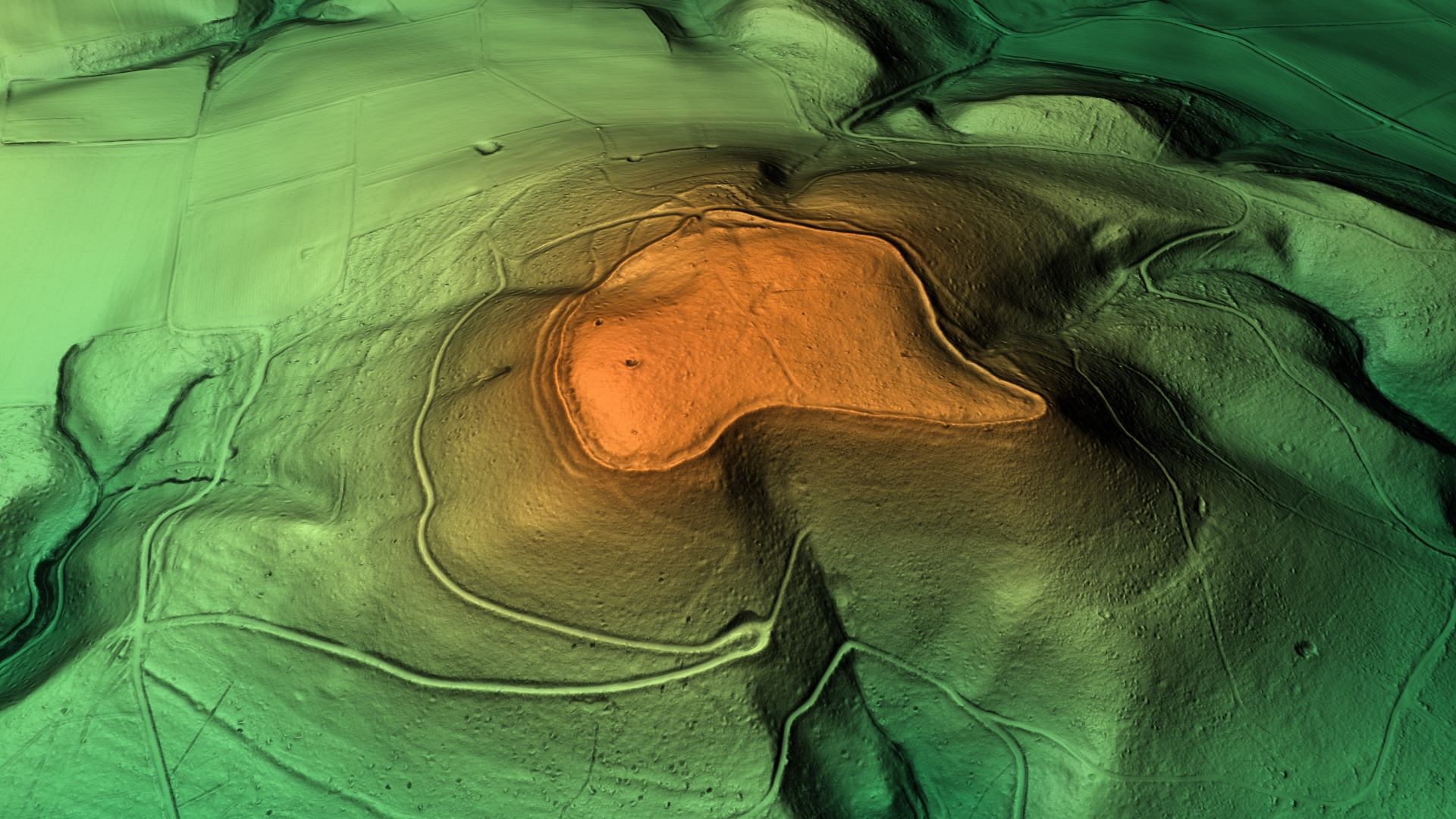
3D-Ansicht des digitalen Geländemodells

Die Herlingsburg ist eine latènezeitliche Wall- und Fliehburg (Volksburg) im östlichen Lipper Bergland auf dem Gebiet der Gemeinden Lügde und Schieder-Schwalenberg im Kreis Lippe.
Das kulturhistorische Bodendenkmal befindet sich in exponierter Lage auf dem plateauartigen 345 Meter hohen Keuperberg. Die archäologischen Auswertungen zeigen eine vorrömische eisenzeitliche Höhensiedlung der Spätlatènezeit an, die zur karolingischen Zeit des 8. Jahrhunderts durch die Sachsen wieder in (kriegerische) Nutzung kam.

## Befund

### Lage, Geologie
Die Herlingsburg ist in einer durchschnittlichen Höhenlage von 335–345 m ü. NN mit einer Fläche der Hauptburg von zirka 7,2 Hektar (insgesamt mit Vorburg 7,5 Hektar) auf dem Plateau des sich in isolierter Lage befindenden Keuperbergs angelegt, oberhalb der Ortschaften Eschenbruch  und Glashütte (Schieder-Schwalenberg) (Kataster: TK 4021 Bad Pyrmont: r. 351290–351340, h. 575690–575745). Der Berg ist dem bewaldeten Höhenzug des östlichen „Lipper Berglandes“ (hier „Blomberger Wald“, Wälder bei Blomberg) zwischen dem nordwestlich gelegenen Barntrup, dem südwestlichen Schieder und dem westlich gelegenen Blomberg östlich vorgelagert. In südlicher Richtung erhebt sich der Berg steil abfallend über das Tal der Emmer dem Höhenzug des Schwalenberger Waldes gegenüberliegend. Im Norden und Westen ist die Lage nur mäßig steil, hingegen im Osten an einer Steillage gelegen. Eigentümer des Geländes ist der Landesverband Lippe in der Verwaltung des Forstamts Schieder.
Der geologische Untergrund der Herlingsburg, der Keuperberg, setzt sich aus oberem Keuper mit Quarzit-Sandsteinbänken zusammen, der Steilhang zum Emmertal hin besteht aus Mergel des mittleren Keuper mit einigen austretenden Wasserquellen.

### Befestigungsart, Zustand
Die bis zu vier Meter hohen Befestigungswälle umschließen eine Fläche von annähernd sechs Hektar. Das einzige Tor ist nach Norden ausgerichtet. Es wird durch hangabwärts liegende Vorwälle und Terrassen geschützt. Die Wasserversorgung wurde durch einen Brunnen gesichert, in dem mittelalterliche Keramik aufgefunden worden ist. Die Anordnung der Außenbastionen und die außerhalb des Ringwalles im Südwesten erkennbaren Wegespuren lassen eine Zuführung erkennen, die im Wesentlichen den heutigen Waldwirtschaftswegen entspricht. Als Viehweide für die Bewohner der Siedlung wird der Südhang, mit seiner mehrfachen Terrassierung und Einrahmung durch einen schwachen Vorwall, betrachtet. In ihm befindet sich zudem ein Quellhorizont mit mehreren Quellmulden.

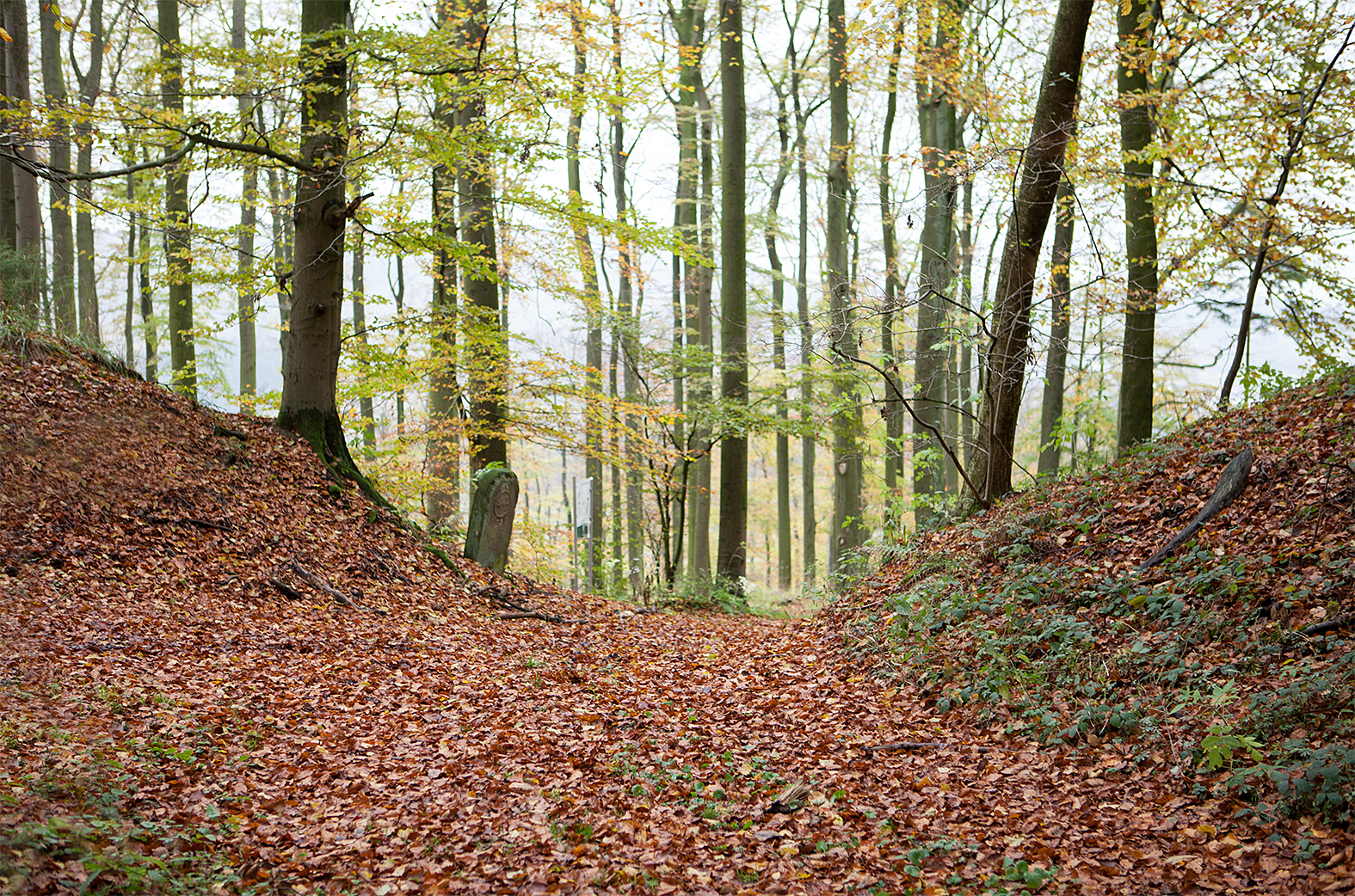
Eingangsbereich der Wallanlage
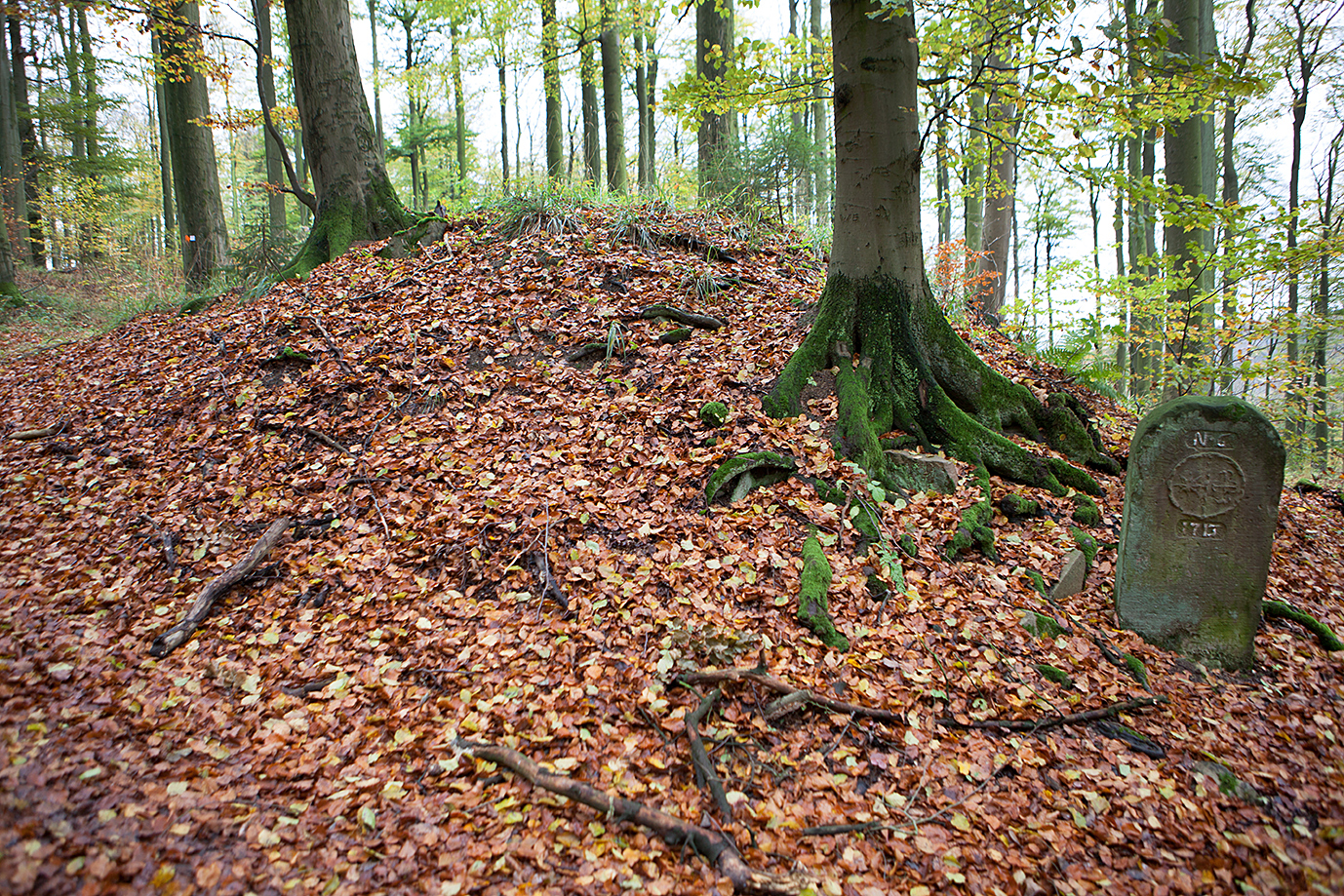
Wall am Eingangsbereich
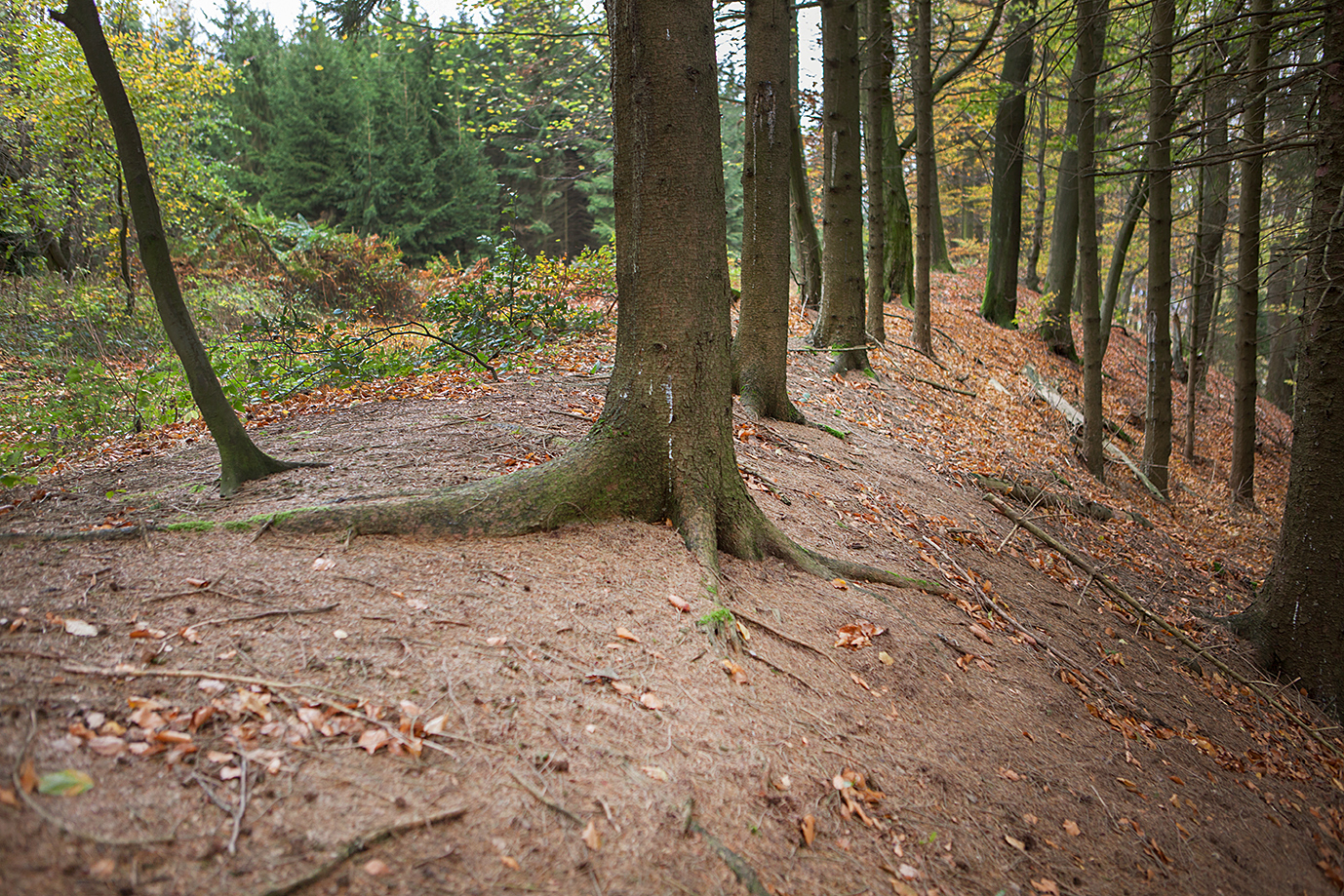
Wall im Süden
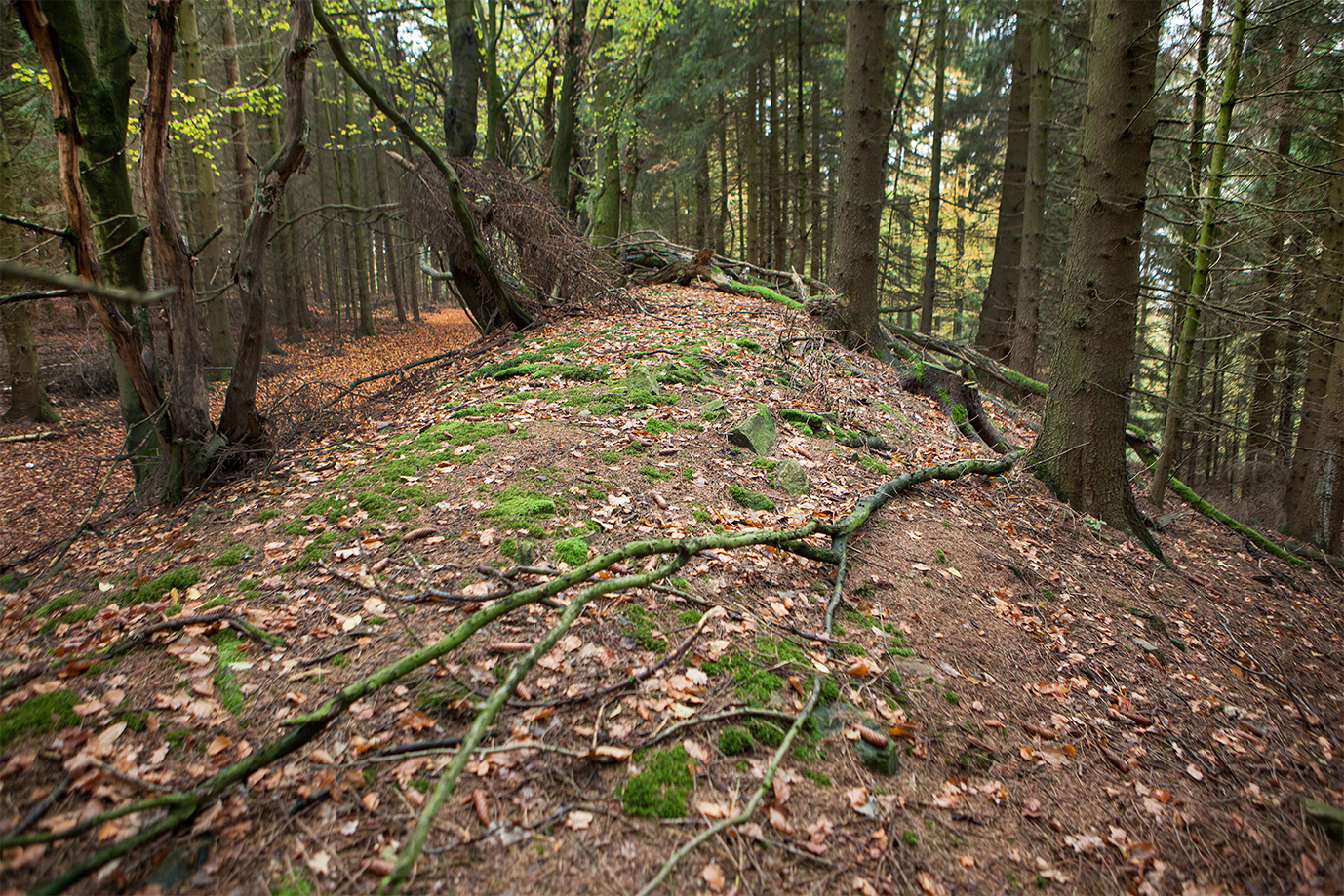
Wall im Westen

### Funde
Bei den Grabungen von Schuchhardt wurden neben zahlreichen Spinnwirteln ausschließlich Keramikscherben gefunden, deren Formen und Ausgestaltung unterschiedlich ausfallen. Das zeitliche Spektrum der Keramiken zeigt zwei Phasen an. Die erste weist ins Spätlatène der vorrömischen Eisenzeit von 250 vor Chr. bis zur römischen Kaiserzeit ins frühe 1. Jahrhundert. Die zweite Phase weist ins Frühmittelalter der Karolingerzeit vom anfänglichen 8. Jahrhundert bis zum Beginn des 10. Jahrhunderts. Die überwiegende Zahl der Scherben sind eher dickwandig und bestehen aus fein gemargertem Ton mit einer schlichten lederartigen geschlämmten Oberfläche. Feinere Ware in minderer Zahl weist eine sehr dünnwandige Qualität auf mit einer schwarztonigen polierten Oberfläche. Fragmente zeigen ein Spektrum von Verzierungen auf, die von einfachen, wahllosen Strichen bis zu gerstenkornartigen Eindrücken reichen. Im Vergleich mit Keramiken der Fund- und Grabungsorte „Sachsenlager“ vom Tönsberg und „Piepenkopf“ bei Dörentrup zeigen sie insgesamt dasselbe Spektrum der groben, mittleren und feinen Keramiken, jedoch fehlen im Gegensatz die groben Waren auf der Herlingsburg fast ganz.

## Forschungsgeschichte
Die Herlingsburg ist die am besten erhaltene Höhenbefestigung Ostwestfalen-Lippes der vorrömischen Eisenzeit in landschaftlich reizvoller und typischer Lage. In diesem Raum befindet sich keine Befestigungsanlage mit so konsequenter Anpassung an die Geländegegebenheiten mit günstiger Ausgangsbasis für Verteidigungszwecke. Zwei archäologische Untersuchungen (1902 Otto Weerth und 1967 Friedrich Hohenschwert) durch das Lippische Landesmuseum ergaben eine mehr als tausendjährige durchgehende Nutzung der Anlage. Das 1902 aufgefundene Scherbenmaterial, die in diesem Jahr getätigten Untersuchungen an Wallprofilen und die 1967 ergangene Radiokohlenstoffdatierung an Holzpfostenresten fundierten eine älterlatène-zeitliche Errichtung. Der starke Hauptwall mit einer äußeren und inneren doppelten Holzschalenwand entstand jedoch erst bei sächsischen Wiederbefestigung des strategisch exponierten Ortes.
Ob die Herlingsburg als Wehranlage oder Fliehburg der Bevölkerung, zur Kontrolle von Fernwegen oder zu Repräsentationszwecken diente, ist auch zurzeit noch ungewiss. Spekulativ ist auch eine Annahme, dass der Namensanfang Herling- auf den hier um Christi Geburt ansässigen germanischen Stamm der Cherusker schließen lässt. Ab 1713 trennte die nun jahrhundertelang ungenutzte Wallanlage die beiden Fürstentümer Waldeck-Pyrmont und Lippe.